# No te avisa
«No te avisa» es el primer sencillo del álbum 8 del cantante peruano de balada, Gian Marco para el territorio peruano, ya que para el resto del mundo (especialmente Colombia) fue lanzado el sencillo «¿Qué pasa?». El sencillo fue lanzado en diciembre del 2006 en las radios del Perú.
El vídeo musical de «No te avisa» se estrenó el mes de mayo del 2007 y contó con la dirección de Percy Céspedez.
- Datos: Q6043985